# Rhizoprionodon porosus
Rhizoprionodon porosus és una espècie de peix de la família dels carcarínids i de l'ordre dels carcariniformes.

## Morfologia
Els mascles poden assolir els 110 cm de longitud total.

## Distribució geogràfica
Es troba des del Carib, incloent-hi les Bahames, fins a l'Uruguai.